# Midnight Ride
| Оценки критиков | Оценки критиков |
| Источник        | Оценка          |
| --------------- | --------------- |
| Allmusic        | [ 1 ]           |

Midnight Ride — пятый студийный альбом американской поп-рок-группы Paul Revere & the Raiders, вышедший в мае 1966 года. Как и в предыдущем релизе, продюсером выступил Терри Мелчер. Наиболее известными синглами с этой пластинки являются«Kicks»
и кавер-версия песни группы The Monkees — «(I'm Not Your) Steppin' Stone», которой в 1967 году удалось попасть в чарты top 20 hit.
Midnight Ride также примечателен и тем, что в написании песен к нему принимали участие все пять членов группы.
Стилистические изменения, вкупе со спорами между членами коллектива по поводу включения тех или иных песен в альбомы, стали причиной ухода гитариста Дрейка Левина после выхода Midnight Ride. Кроме того, альбом ознаменовал конец отношений группы с музыкальным издательством Brill Building, где были записаны «Kicks» и «(I’m Not Your) Steppin' Stone».

## Выпуск и коммерческий успех
После своего релиза Midnight Ride достиг девятого места в чарте Billboard 200.
20 марта 1967 года альбому был присвоен статус золотого.
Музыкальный критик Брюс Эдер сказал, что альбом «обозначил вершину истории Paul Revere & the Raiders в качестве источника великих альбомов».
В журнале Billboard альбом был описан как: «Упакованная жёсткая встряска».
Журналист газеты Phoenix New Times Серена Доминик назвала альбом «доказательством того, что группой была растрачена не одна минута, чтобы оказать огромное воздействие на аудиторию». Спустя годы альбом был включён в книгу Роберта Димери и Майкла Лидона 1001 Albums You Must Hear Before You Die.
В 1986 году песня «Kicks» была перепета The Monkees и была включена в их альбом Then & Now... The Best of The Monkees.
В 2000 году Midnight Ride был переиздан лейблом Sundazed Records с четырьмя бонус-треками.

## Список композиций

### Сторона 1
1. «Kicks[англ.]» (Mann, Weil) — 2:28
2. «There’s Always Tomorrow» (Levin, Smith) — 2:39
3. «Little Girl in the 4th Row» (Lindsay, Revere) — 2:58
4. «Ballad of a Useless Man» (Levin) — 2:08
5. «(I'm Not Your) Steppin' Stone[англ.]» (Boyce, Hart) — 2:31
6. «There She Goes» (Lindsay, Revere) — 1:47

### Сторона 2
1. «All I Really Need Is You» (Lindsay, Revere) — 3:27
2. «Get It On» (Levin, Volk) — 3:12
3. «Louie, Go Home[англ.]» (Lindsay, Revere) — 2:41
4. «Take a Look at Yourself» (Lindsay, Revere) — 1:48
5. «Melody For an Unknown Girl» (Lindsay, Revere) — 1:59

### Переиздание 2000 года
1. «Kicks[англ.]» (Mann, Weil) — 2:28
2. «There’s Always Tomorrow» (Levin, Smith) — 2:39
3. «Little Girl in the 4th Row» (Lindsay, Revere) — 2:58
4. «Ballad of a Useless Man» (Levin) — 2:08
5. «(I'm Not Your) Steppin' Stone[англ.]» (Boyce, Hart) — 2:31
6. «There She Goes» (Lindsay, Revere) — 1:47
7. «All I Really Need Is You» (Lindsay, Revere) — 3:27
8. «Get It On» (Levin, Volk) — 3:12
9. «Louie, Go Home[англ.]» (Lindsay, Revere) — 2:41
10. «Take a Look at Yourself» (Lindsay, Revere) — 1:48
11. «Melody For an Unknown Girl» (Lindsay, Revere) — 1:59
12. «Shake It Up» (Бонус-трек)
13. «Little Girl In The 4th Row» (Бонус-трек)
14. «SS 396» (Бонус-трек)
15. «Corvair Baby» (Бонус-трек)

## Позиция в чартах
| Чарт (1966)        | Позиция |
| ------------------ | ------- |
| U.S. Billboard 200 | 9       |

## Участники записи
Paul Revere & the Raiders
- Дрейк Левин — ведущая гитара, вокал
- Марк Линдсей[англ.] — ведущий вокал (кроме отмеченных случаев)
- Пол Ревир — орга́н, вокал, аранжировки
- Майк «Смитти» Смит — ударные, ведущий вокал в треке «There’s Always Tomorrow»
- Фил «Фэнг» Волк — бас-гитара, вокал, ведущий вокал в треке «Get It On»

Технический персонал
- Терри Мелчер — аранжировки, продюсер
- Боб Ирвин — мастеринг
- Рич Расселл — дизайн